# Габровица (Трст)
Габровица је насеље у Италији у округу Трст, региону Фурланија-Јулијска крајина.
Према процени из 2011. у насељу је живело 266 становника. Насеље се налази на надморској висини од 233 м.